# Medgärningsmannaskap
Medgärningsmannaskap är en term som används när till exempel flera personer i samförstånd har begått ett brott men ingen av dessa självständigt uppfyller brottsrekvisitet för gärningsman.
Lagstiftningen kring medgärningsmannaskap i Sverige utgörs av en kombination av Brottsbalkens bestämmelser och rättspraxis. Medgärningsmannaskapet uttrycks i domar vanligen som att brottet begåtts "tillsammans och i samförstånd" eller "gemensamt och i samråd". Endast vissa brott kan begås som medgärningsman, inklusive mord (se ex Malexandermorden). Jämförelsevis kan exempelvis våldtäkt utföras av den som utför penetrationen av offret; möjliga medhjälpare döms i så fall för medhjälp till våldtäkt. 